# 羅達斯
羅達斯是古巴的城市，属西恩富戈斯省，始建於1859年，面積552平方公里，海拔高度25米，2004年人口33,477，人口密度為每平方公里60.6人。